# Lord président de la Chambre des lords
Le lord président (anglais : Lord Speaker) est la personne qui préside la Chambre des lords, chambre haute du Parlement du Royaume-Uni. Il est élu par les membres de la chambre pour un mandat de cinq ans, renouvelable une fois. Tout comme le président de la Chambre des communes, le lord président est politiquement neutre.
Depuis le 1er mai 2021, le lord président est John McFall (baron McFall d'Alcluith),.

## Histoire
Avant 2006, la Chambre des lords était présidée par le lord chancelier, qui est un ministre membre du cabinet qui disposait également de fonctions judiciaires. Depuis la loi de Réforme constitutionnelle de 2005, la Chambre des lords élit son propre président. La première lord présidente à avoir été élue est Helene Hayman le 4 juillet 2006.

### Liste des lords présidents
- 4 juillet 2006 – 31 août 2011 : Helene Hayman
- 1er septembre 2011 – 31 août 2016 : Frances D'Souza
- 1er septembre 2016 – 30 avril 2021 : Norman Fowler
- Depuis le 1er mai 2021 : John McFall